# Fairview, Alberta
Fairview är en ort i Kanada.   Den ligger i provinsen Alberta, i den centrala delen av landet, 3 200 km väster om huvudstaden Ottawa. Fairview ligger 655 meter över havet och antalet invånare är 3 312.
Terrängen runt Fairview är platt. Runt Fairview är det ganska tätbefolkat, med 104 invånare per kvadratkilometer.. Det finns inga andra samhällen i närheten. 
Trakten runt Fairview består till största delen av jordbruksmark.